# Skalisko (szczyt)
Skalisko (1293 m n.p.m.) – szczyt w Górach Wołowskich na Słowacji. Leży w grupie Złotego Stołu, w głównym grzbiecie Gór Wołowskich.

## Ogólne informacje
Szczytowa, ponad 10-metrowa grupa skał o nazwie Skalisko znajduje się na bezleśnym szczycie Wołowca (słow. Volovec), masywu w Górach Wołowskich. Ze szczytowej skały oferuje wyjątkowy widok na okolicę. Przy czystym powietrzu można zobaczyć nawet Wysokie Tatry, Kráľovą hoľę, Zamek Spiski, Kras Słowacki itd.
Na początku XX w. węgierski autor Jenő Reguly  podawał dla szczytu nazwy: Nagy-kő (Volovecz, Pozsárló albo Ochsenberg) 1290 m-re oraz dla jego południowego trabanta zwanego Malá skala (1225 m n.p.m.) nazwy Ramzsás (Volovcsik) 1225 m-re (gdzie węg. Nagy-kő znaczy Wielki Kamień, zaś niem. Ochsenberg - Wołowa Góra).
Po pierwszym arbitrażu wiedeńskim (2 grudnia 1938 r.), kiedy hitlerowskie Niemcy i faszystowskie Włochy „rozsądziły” spór węgiersko-czechosłowacki, przyznając Węgrom znaczną część południowych ziem Słowacji, nowa granica węgiersko-czechosłowacka biegła grzbietem Gór Wołowskich m.in. przez Skalisko. Wierzchołek Skaliska stał się na kilka miesięcy (do chwili zajęcia przez węgierskie wojska reszty Rusi Podkarpackiej) najwyższym punktem Węgier. Węgrzy nazwali ten szczyt wówczas Barát-kö – co znaczy Przyjacielska Skała. Stąd na starszych słowackich mapach oznaczany był czasem jako Baracká skala lub Baračka.
Poniżej Skaliska, około 15 minut w dół zielonym szlakiem, znajduje się schronisko turystyczne pod Wołowcem (słow. Chata pod Volovcom). Schronisko oferuje nocleg i wyżywienie dla turystów. Tuż przy schronisku można zaczerpnąć wody z górskiego strumienia.

## Szlaki turystyczne
- szlakiem z Przełęczy Krzywej (słow. sedlo Krivé) – 6,1 km, 1 h 43' (Cesta hrdinov SNP)
- i   szlakiem z przełęczy Volovec (2,1 km) – Cesta hrdinov SNP
- szlakiem ze schroniska pod Volovcem